# Сазди (Мангистауський район)
Сазди́ (каз. Сазды) — село у складі Мангистауського району Мангистауської області Казахстану. Входить до складу Актюбинського сільського округу.
Населення — 153 особи (2021; 182 у 2009, 344 у 1999, 306 у 1989).